# Evropské halové hry v atletice 1968

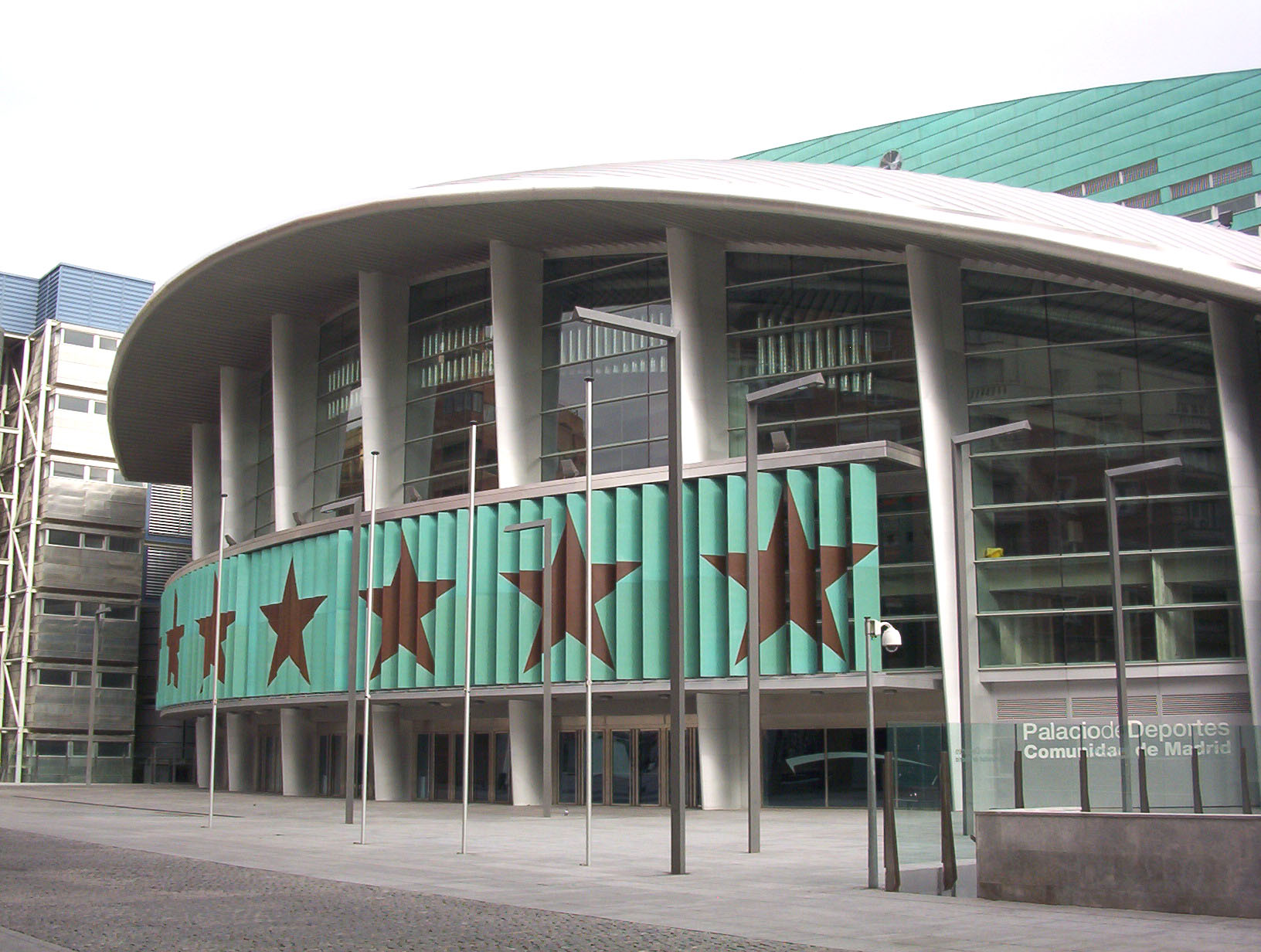
Hala Palacio de Deportes

3. Evropské halové hry v atletice se uskutečnily ve dnech 9. – 10. března 1968 ve španělském Madridu v hale Palacio de Deportes. Ve stejné hale se později konalo také halové ME v roce 1986 a 2005.
Na programu bylo celkově 23 disciplín (14 mužských a 9 ženských). Ve štafetovém běhu žen na 4×182 metrů (1 kolo) bylo kvarteto Sovětského svazu diskvalifikováno.

## Medailisté

### Muži
| Soutěž             | Zlato                                                                             | Stříbro                                                                                  | Bronz                                                                                        |
| ------------------ | --------------------------------------------------------------------------------- | ---------------------------------------------------------------------------------------- | -------------------------------------------------------------------------------------------- |
| 50 m               | Jobst Hirscht 5,77                                                                | Bob Frith 5,83                                                                           | Günter Gollos 5,83                                                                           |
| 400 m              | Andrzej Badeński 47,09                                                            | Alexandr Bratčikov 47,3                                                                  | Jan Balachowski 47,3                                                                         |
| 800 m              | Noel Carroll 1:56,66                                                              | Alberto Estebán 1:57,7                                                                   | Sergej Krjučok 1:58,1                                                                        |
| 1500 m             | John Whetton 3:50,99                                                              | José María Morera 3:51,7                                                                 | Igor Potapčenko 3:51,9                                                                       |
| 3000 m             | Viktor Kudinskij 8:10,27                                                          | Bernd Dießner 8:11,0                                                                     | Wolfgang Zur 8:11,8                                                                          |
| 50 m př.           | Eddy Ottoz 6,57                                                                   | Günther Nickel 6,68                                                                      | Milan Kotík 6,73                                                                             |
| Štafeta 4 × 364 m  | Polsko 2:48,9 Waldemar Korycki Jan Balachowski Jan Werner Andrzej Badeński        | Západní Německo 2:49,7 Horst Daverkausen Peter Bernreuther Ingo Roper Martin Jellinghaus | Sovětský svaz 2:51,1 Boris Savčuk Vasilij Anisimov Sergej Abaličin Alexandr Bratčikov        |
| 1+2+3+4 kola       | Sovětský svaz 3:52,2 Alexandr Lebeděv Boris Savčuk Igor Potapčenko Sergej Krjučok | Polsko 3:54,6 Marian Dudziak Waldemar Korycki Andrzej Badeński Edmund Borowski           | Španělsko 4:02,8 José Luis Sánchez-Paraiso Ramon Magarinos Alfonso Gabernet José María Reina |
| Štafeta 3 × 1000 m | Sovětský svaz 7:13,6 Michail Šelobovskij Oleg Rajko Anatolij Verlan               | Španělsko 7:23,6 Alberto Estebán Enrique Bondia Virgilio González                        | Československo 7:40,2 Pavel Hruška Jan Kasal Miroslav Jůza                                   |
| Skok do výšky      | Valerij Skvorcov 2,17 m                                                           | Valentin Gavrilov 2,17 m                                                                 | Kenneth Lundmark 2,14 m                                                                      |
| Skok o tyči        | Wolfgang Nordwig 5,20 m                                                           | Gennadij Blizněcov 5,10 m                                                                | Jörge Milack 5,00 m                                                                          |
| Skok daleký        | Igor Ter-Ovanesjan 8,16 m                                                         | Tõnu Lepik 7,87 m                                                                        | Bernard Stierle 7,59 m                                                                       |
| Trojskok           | Nikolaj Dudkin 16,71 m                                                            | Viktor Sanějev 16,69 m                                                                   | Luis Felipe Areta 16,47 m                                                                    |
| Vrh koulí          | Heinfried Birlenbach 18,65 m                                                      | Władysław Komar 18,40 m                                                                  | Nikolaj Karasjov 18,35 m                                                                     |

### Ženy
| Soutěž            | Zlato                                                                                         | Stříbro                                                                              | Bronz                          |
| ----------------- | --------------------------------------------------------------------------------------------- | ------------------------------------------------------------------------------------ | ------------------------------ |
| 50 m              | Sylviane Telliezová 6,29                                                                      | Erika Rostová 6,43                                                                   | Hannelore Trabertová 6,46      |
| 400 m             | Natalja Pěčonkinová 55,29                                                                     | Gisela Köpkeová 56,2                                                                 | Taťána Arnautovová 56,3        |
| 800 m             | Karin Burneleitová 2:07,65                                                                    | Alla Kolesnikovová 2:08,3                                                            | Valentina Lukjanovová 2:09,4   |
| 50 m př.          | Karin Balzerová 7,08                                                                          | Bärbel Weidlichová 7,12                                                              | Ludmila Ijevlevová 7,14        |
| Štafeta 4 × 182 m | Západní Německo 1:28,8 Renate Stecherová Hannelore Trabertová Christa Elslerová Erika Rostová | nikdo                                                                                | nikdo                          |
| 1+2+3+4 kola      | Sovětský svaz 4:28,4 Lilija Tkačenková Věra Popkovová Naděžda Sjeropeginová Anna Ziminová     | Československo 4:39,0 Eva Putnová Vlasta Seifertová Libuše Macounová Emília Ovádková | nikdo                          |
| Skok do výšky     | Rita Kirstová 1,84 m                                                                          | Virginia Bonciová 1,76 m                                                             | Antonina Lazarevová 1,76 m     |
| Skok daleký       | Berit Berthelsenová 6,43 m                                                                    | Bärbel Löhnertová 6,23 m                                                             | Viorica Viscopoleanuová 6,23 m |
| Vrh koulí         | Naděžda Čižovová 18,18 m                                                                      | Margitta Gummelová 17,62 m                                                           | Marita Langeová 17,19 m        |

## Medailové pořadí
| Umístění | Stát                             | Zlato | Stříbro | Bronz | Celkem |
| -------- | -------------------------------- | ----- | ------- | ----- | ------ |
| 1.       | Sovětský svaz                    | 9     | 6       | 8     | 23     |
| 2.       | Německá demokratická republika   | 4     | 4       | 3     | 11     |
| 3.       | Západní Německo                  | 3     | 4       | 3     | 10     |
| 4.       | Polsko                           | 2     | 2       | 1     | 5      |
| 5.       | Velká Británie                   | 1     | 1       | 0     | 2      |
| 6.       | Francie                          | 1     | 0       | 0     | 1      |
| 6.       | Irsko                            | 1     | 0       | 0     | 1      |
| 6.       | Itálie                           | 1     | 0       | 0     | 1      |
| 6.       | Norsko                           | 1     | 0       | 0     | 1      |
| 10.      | Španělsko                        | 0     | 3       | 2     | 5      |
| 11.      | Československo                   | 0     | 1       | 2     | 3      |
| 12.      | Rumunská socialistická republika | 0     | 1       | 1     | 2      |
| 13.      | Švédsko                          | 0     | 0       | 1     | 1      |